# Pedal
En pedal er en fodbetjent vægtstang eller knap. Nogle pedaler bruges til at tænde eller slukke med, andre kan trædes mere eller mindre ned, og pedaler på cykler trædes rundt.

## Eksempler på pedaler
Herunder følger et par eksempler på anvendelsen af pedaler.
- En pedal i f.eks. en bil bruges til at bestemme hastigheden. Jo mere man trykker speederpedalen i bund, jo hurtigere kører bilen, jo mere man trykker bremsepedalden i bund, jo mere bremser bilen.
- En pedal bruges i forbindelse med guitar og bass til at slå en lydeffekt (fx distortion) fra eller til.
- En pedal med vægtstang og aksel udgør en krumtapmekanisme - og bruges på en cykel til skabe fremdrift via kæde og tandkranse og hjul.

Når man taler om pedalet i et orgel, skyldes det rimeligvis at man mener pedalværket (omfattende ikke blot fodklaviaturet, men også de dertil hørende piber m.m.).